# Clonia melanoptera
Espèce
Synonymes
- Gryllus melanopterus Linnaeus, 1758
- Gryllus (Tettigonia) melanopterus (Linnaeus, 1758)
- Gryllus (Tettigonia) azurea Stoll, 1813
- Saga elegans Blanchard, 1840
- Clonia elegans (Blanchard, C.E., 1840)
- Clonia (Hemiclonia) melanoptera
- Conocephalus spinigerus Thunberg, 1815

Statut de conservation UICN

 LC  : Préoccupation mineure
Clonia melanoptera est un genre d'orthoptères de la famille des Tettigoniidae et de la sous-famille des Saginae. Elle est trouvée dans le sud de l'Afrique.